# Onesia indersinghi
Onesia indersinghi este o specie de muște din genul Onesia, familia Calliphoridae, descrisă de Kurahashi, Benjaphong și Omar în anul 1997. Conform Catalogue of Life specia Onesia indersinghi nu are subspecii cunoscute.